# James Stuart-Wortley, 1. Baron Wharncliffe

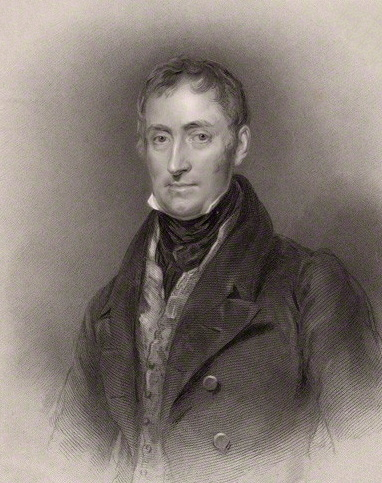
James Stuart-Wortley, Stich von Francis Holl um 1836

James Archibald Stuart-Wortley, 1. Baron Wharncliffe PC (* 6. Oktober 1776; † 19. Dezember 1845 in London) war ein britischer Offizier, Adliger und Politiker.

## Herkunft
Stuart-Wortley entstammte einer alten Nebenlinie der Stuarts, die von dem schottischen König Robert II. abstammte und wurde als James Stuart als zweiter Sohn von James Archibald Stuart und Margaret Conyngham geboren. Sein Großvater war John Stuart, 3. Earl of Bute, nach dem Tod seiner Großmutter Mary Wortley-Montagu 1794 nahm er zusammen mit seinem Vater 1795 den Namen Stuart-Wortley an. Er besuchte von 1789 bis 1790 Charterhouse School.

## Militärische Laufbahn
Stuart-Wortley begann unter der Schirmherrschaft seines Onkels Charles Stuart eine militärische Karriere in der British Army und trat im November 1790 als Ensign in das 48th Regiment of Foot ein. 1791 wurde er Lieutenant der 7th Royal Fusiliers und diente von 1792 bis 1794 in Kanada, wo er 1794 zum Captain des 98th Regiment of Foot und im selben Jahr zum Major befördert wurde. Von 1795 bis 1797 diente er in der Kapkolonie, wo er am 1. Dezember 1796 Brevet-Lieutenant-Colonel des 12th Regiment of Foot wurde. 1797 wurde er von Gouverneur Lord Macartney mit Berichten nach England zurückgeschickt und wechselte als Captain und Lieutenant-Colonel zu den 1st Foot Guards. Er wurde zur Niederschlagung des Aufstands von 1798 nach Irland versetzt und kehrte 1799 nach England zurück. Im Oktober beantragte er eine Versetzung in den Stab seines Onkels Charles Stuart, der ein Kommando in Ägypten übernehmen sollte, doch stattdessen sollte er in die Niederlande versetzt werden. Dies wurde durch die Konvention von Alkmaar im November 1799 und dem folgenden Waffenstillstand verhindert.
Nach dem Tod seines älteren Bruders John wurde Stuart-Wortley 1797 voraussichtlicher Erbe (Heir apparent) seines Vaters. Im April 1800 erbte sein Vater die Güter seines Onkels James Stuart Mackenzie in Schottland, worauf er ihm die Verwaltung der Güter in Yorkshire und Cornwall überließ. Nach dem Beginn der Friedensverhandlungen 1801, die zum Frieden von Amiens führten, nahm er deshalb seinen Abschied von der Armee und lebte auf den Gütern in Yorkshire. 1803 wurde er Lieutenant-Colonel der Southwest Yorkshire Yeomanry.

## Politische Laufbahn

### Abgeordneter eines rotten borough
Durch seine Heirat am 30. März 1799 mit Elizabeth Caroline Mary Creighton, einer Tochter von John Creighton, 1. Earl Erne, und dessen zweiter Frau Mary Caroline Hervey gewann Stuart-Wortley gute Kontakte zu Lord Liverpool und dessen Anhängern. 1802 wurde er anstelle seines Vaters als Abgeordneter für den Familienwahlbezirk Bossiney in Cornwall, der als rotten borough galt, in das House of Commons gewählt. Obwohl er nicht zu den führenden Abgeordneten gezählt wurde, wurden seine unabhängigen Sichtweisen anerkannt, und er gehörte schließlich zu den Unterstützen von Premierminister Pitt. In den nächsten Jahren versuchte er, seinem verschuldeten Vater bei der Regelung seiner finanziellen Verhältnisse zu helfen und war nur gelegentlich politisch aktiv. 1812 wurde er zusammen mit gemäßigten Tories ein unabhängiger Unterstützer der Regierung von Lord Liverpool, blieb jedoch weiterhin ein unbedeutenderer Politiker.

### Befürworter der Katholikenemanzipation und Aufstieg zum Peer
Im Spätsommer 1814 hatte er mit seiner Familie Paris und Spa besucht. Von Oktober 1817 bis Juni 1818 unternahm er mit seiner Familie eine Europareise, während der sie Paris, Neapel, Rom, Venedig und Innsbruck besuchten. Sein Vater war im März 1818 gestorben, so dass er auch dessen schottischen Güter erbte. Bei den Parlamentswahlen 1818 kandidierte er nicht wieder für Bossiney, sondern wurde als Abgeordneter für Yorkshire gewählt. Nachdem er bereits 1816 als Oberst der Yeomanry einen Aufruhr in Sheffield zerstreut hatte, beendete er 1819 Unruhen in Yorkshire ohne Blutvergiessen. Er galt als wirtschaftsfreundlich und stand einer Wahlrechtsreform strikt ablehnend gegenüber. Dagegen setzte er sich seit 1812 für die Katholikenemanzipation ein. Diese Einstellung führte 1826 mit zu seiner Abwahl. Er wurde daraufhin am 26. Juli 1826 als Baron Wharncliffe, of Wortley in the County of York, zum Peer erhoben, und damit Mitglied des House of Lords. Im selben Jahr änderte er seinen Familiennamen in „Stuart-Wortley-Mackenzie“.

### Befürworter der Wahlkreisreform

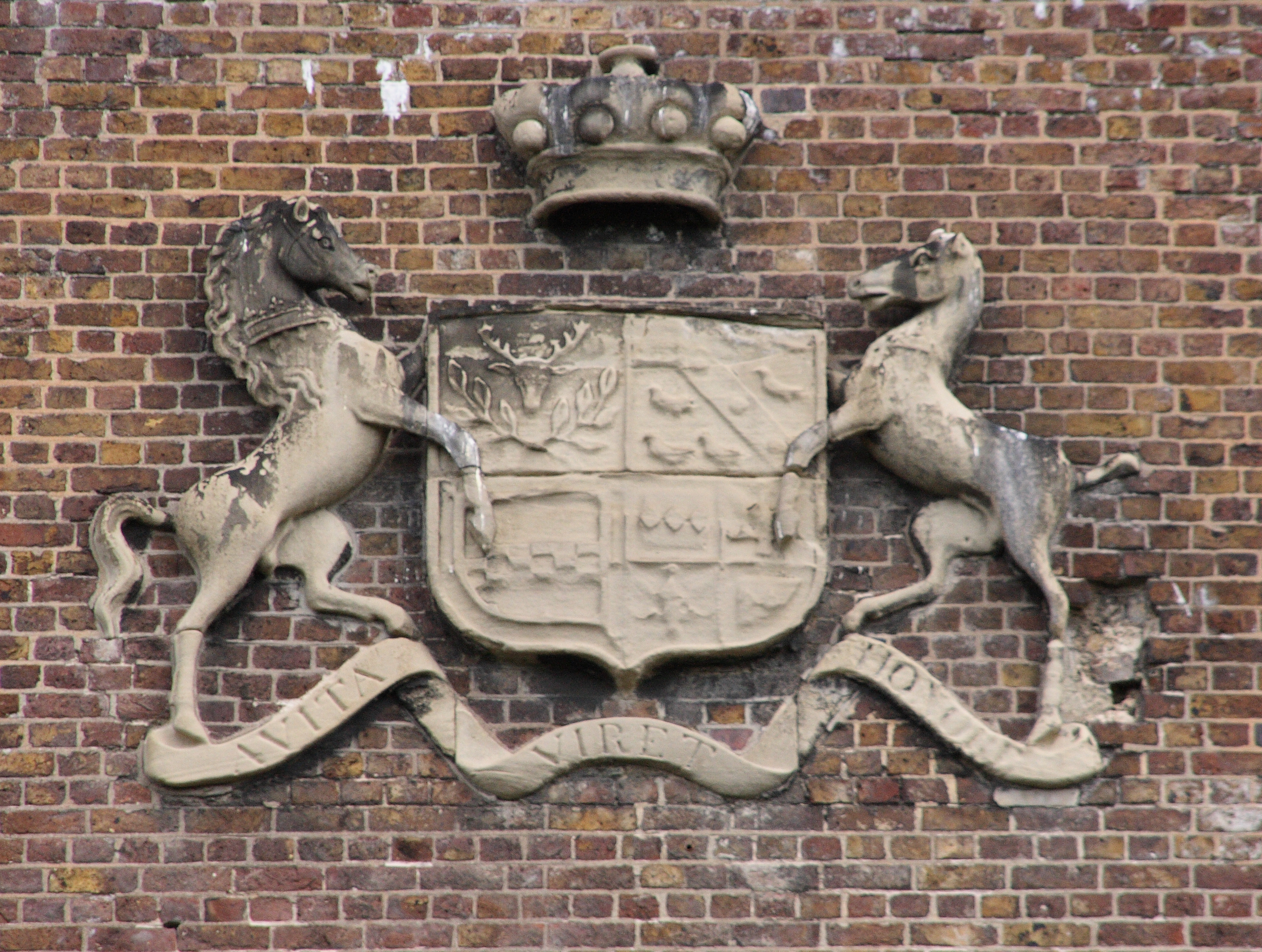
Das Wappen der Barone Wharncliffe auf dem Wharncliffe Viaduct in London

In den nächsten Jahren wurde Stuart-Wortley vom Gegner zu einem Befürworter einer Wahlkreisreform. 1829 machte er im House of Lords eine als Wharncliffe Order bezeichnete Eingabe zu Änderungen bei der Bewerbung um ein Abgeordnetenmandat. Durch Vorlage von Statistiken erreichte er am 28. März 1831, dass erstmals im House of Lords über eine Wahlkreisreform diskutiert wurde. Nachdem der erste Versuch, das Gesetz zur Wahlkreisreform zu beschließen, 1831 gescheitert war, unterstützte er weitere Vorlagen und legte schließlich einen von ihm, von seinem Sohn John, der inzwischen Abgeordneter für Bossiny war, sowie von Dudley Ryder, 1. Earl of Harrowby und dessen Sohn ausgearbeiteten Kompromiss vor, der ebenfalls nicht vom House of Lords angenommen wurde. Andere Befürworter der Reform schlugen vor, durch die Schaffung zahlreicher neuer Peerwürden eine Mehrheit für die Reform im House of Lords zu erlangen. Stuart-Wortley überzeugte jedoch König Wilhelm IV., dass die Reform auch ohne neue Peerwürden eine Mehrheit im House of Lords finden würde und das er bei der Schaffung neuer Peerwürden zurückhaltend sein sollte. Tatsächlich stimmte das House of Lords am 9. April 1832 dem Reform Act zu. Stuart-Wortley versuchte nun, sich wieder seiner Partei, den Tories anzunähern, und befürwortete am 7. Mai eine Vertagung der Beratungen, womit er sich die Feindschaft der Whigs zuzog. Letztlich wurde die Wahlkreisreform am 7. Juni 1832 endgültig beschlossen.

### Weitere politische Laufbahn
Im Dezember 1834 wurde Stuart-Wortley als Lordsiegelbewahrer Mitglied der Regierung von Robert Peel, weshalb er ab dem 16. Dezember 1834 auch dem Privy Council angehörte. Die Regierung Peels scheiterte jedoch schon im April 1835, und Stuart-Wortley trat von seinem Amt zurück. Die folgenden sechs Jahre blieb er in der Opposition. Während dieser Zeit veröffentlichte er eine Sammlung der Briefe und Schriften seiner Urgroßmutter Mary Wortley Montagu. Als Peel 1841 erneut Premierminister wurde, übernahm Stuart-Wortley das Amt des Lord President of the Council. Im selben Jahr wurde er Lord Lieutenant des West Riding of Yorkshire. Trotz dieser Ämter hatte er jedoch in der Regierung nur geringen Einfluss.
Zuletzt verzichtete er auf seinen Namensbestandteil „Mackenzie“ und nannte sich nur „Stuart-Wortley“. Er starb am 19. Dezember 1845 nach einem Schlaganfall in seinem Stadthaus in London.
Stuart-Wortley galt als einer der gemäßigten Tory-Politiker, die die Partei aus der Krise führte, in der sie vor dem Reform Act von 1832 war. Sein Reformkurs brachte ihm viele innerparteiliche Gegner, doch dadurch, dass er den König überzeugen konnte, auf die Schaffung zusätzlicher Peerwürden zu verzichten, erwies er den Tories einen unschätzbaren Dienst, der ihre Macht im House of Lords bis zum Ende des 19. Jahrhunderts bewahrte.

## Familie und Nachkommen
Er hatte mit seiner Frau Elizabeth Crichton vier Kinder:
- Hon. Caroline Jane († 1876) ⚭ Hon. John Chetwynd Talbot, Sohn von Charles Chetwynd-Talbot, 2. Earl Talbot
- John Stuart-Wortley, 2. Baron Wharncliffe (1801–1855)
- Hon. Charles James Stuart-Wortley (1802–1844) ⚭ Lady Emmeline Manners, Tochter von John Manners, 5. Duke of Rutland und Elizabeth Howard
- Hon. James Archibald Stuart-Wortley (1805–1881) ⚭ Hon. Jane Lawley, Tochter von Paul Beilby Thompson, 1. Baron Wenlock und Caroline Neville